# Sudán III
El Sudán III es un tinte diazo del tipo lisocromo (tinte soluble en grasa) usado para marcar triglicéridos en secciones congeladas, algunos lípidos y lipoproteínas encuadernados de la proteína en secciones de la parafina. Tiene el aspecto de cristales rojizos y una absorción máxima en 507 (304) nanómetros.
Se utiliza para detectar específicamente las grasas, porque es insoluble en agua y en cambio es soluble en las grasas. Al ser de color rojo, cuando se disuelve tiñe las grasas de color rojo anaranjado.

## Fundamento Biológico
La presencia de un exceso de grasas en las heces obedece a uno o varios de los siguientes mecanismos: tránsito acelerado, déficit enzimático en su evolución, déficit de absorción o hipersecreción endógena, por lo cual el organismo no puede procesarlas y digerirlas y las elimina directamente con la materia fecal.

## Fundamento Teórico
Las heces sospechosas de presentar ácidos grasos en su contenido, se mezclan con la solución Sudán III, lisoenzima que permite diferenciar las grasas neutras que se tiñen de color amarillo, las grasas minerales son incoloras y las ácidas adquieren una coloración roja.